# 短鰭多臂蓑鮋
短鰭多臂蓑鮋（学名：Dendrochirus brachypterus），又名短鰭蓑鮋、獅子魚，为輻鰭魚綱鮋形目鮋亞目鮋科短鰭蓑鮋屬下的一个种，為熱帶海水魚，分布於印度西太平洋區，從紅海、東非至美屬薩摩亞、東加，北起日本南部，南迄豪勛爵島、澳洲、馬里亞納群島海域，棲息深度2-80公尺，體淡紅色有模糊的寬橫帶，體長可達17公分，棲息珊瑚礁、沙底質潟湖，成小群活動，以甲殼類為食，具有毒性，可作為觀賞魚。